# (6942) Yurigulyaev
(6942) Yurigulyaev ist ein Asteroid des inneren Hauptgürtels, der am 16. Dezember 1976 von der russischen Astronomin Ljudmila Iwanowna Tschernych am Krim-Observatorium (IAU-Code 095) in Nautschnyj in der Ukraine entdeckt wurde.
Der Asteroid wurde am 19. September 2005 nach dem russischen Physiker und Hochschullehrer Juri Wassiljewitsch Guljajew (* 1935) benannt, der seit 1988 Direktor des Kotelnikow-Instituts für Radiotechnik und Elektronik der Akademie der Wissenschaften der UdSSR (AN-SSSR) in Moskau ist.